# Centroplacaceae
Centroplacaceae es una familia de plantas perteneciente al orden de Malpighiales que comprende un género monotípico Centroplacus. Su única especie:  Centroplacus glaucinus Pierre, Bull. Mens. Soc. Linn. Paris, n.s., 1: 115 (1899) es originaria del África ecuatorial, distribuyéndose por Camerún, Guinea Ecuatorial y Gabón. Ahora se incluye otro género, Bhesa.

## Sinonimia
- Microdesmis paniculata Pax, Bot. Jahrb. Syst. 28: 25 (1899).[1]